# Camptothecium
Camptothecium là một chi rêu trong họ Brachytheciaceae.